# Кудряев, Николай Трифонович
Николай Трифонович Кудряев (26 октября (7 ноября) 1845 — 13 августа 1912) — русский военный деятель, генерал от артиллерии.

## Биография
После окончания 2-го Московского кадетского корпуса и Михайловского артиллерийского училища в 1863 году произведён подпоручики. В 1866 году произведён в поручики. В 1869 году произведён в штабс-капитаны.
С 1870 года назначен помощником старшего адъютанта, а с 1872 года старшим адъютантом Варшавского окружного артиллерийского управления. В 1873 году произведён в капитаны, в 1878 году в подполковники, в 1882 году произведён в полковники.
В 1889 году был назначен заведующим хозяйством, а в 1891 году начальником управления Брест-Литовской крепостной артиллерии и одновременно начальником Брест-Литовского военного госпиталя.
В 1892 году произведён в генерал-майоры. С 1899 года назначен помощником начальника артиллерии Варшавского военного округа. 3 октября 1902 года назначен исправляющим должность начальника артиллерии Одесского военного округа, а 6 декабря того же года произведен в генерал-лейтенанты «за отличие по службе». 5 апреля 1907 года произведен в генералы-от-артиллерии, с увольнением от службы, с мундиром и пенсией.
Дальнейшая судьба неизвестна.
Умер 13 августа 1912 года. Был похоронен 15 августа 1912 года в Выдубицком монастыре в Киеве.